# Ovenna hailesellassiei
Ovenna hailesellassiei är en fjärilsart som beskrevs av Birket-smith 1965. Ovenna hailesellassiei ingår i släktet Ovenna och familjen björnspinnare. Inga underarter finns listade i Catalogue of Life.